# مارلون بينيرو
مارلون بينيرو هو لاعب كرة قدم فلبيني في مركز الهجوم، ولد في 10 يناير 1972 في دوماغويتي في الفلبين. شارك مع منتخب الفلبين لكرة القدم. أما مع النوادي، فقد لعب مع Philippine Navy F.C. ‏.

## وصلات خارجية
- مارلون بينيرو على موقع الاتحاد الدولي (مؤرشف)  (الإنجليزية)
- مارلون بينيرو على موقع ناشيونال فوتبول تيمز (الإنجليزية)